# Elder (paleontologia)
Elder è un genere di crostacei estinti, appartenente ai malacostraci. Visse nel Giurassico superiore (circa 155 - 150 milioni di anni fa) e i suoi resti fossili sono stati ritrovati in Germania.

## Descrizione
Questo piccolo crostaceo era lungo solo pochi centimetri e assomigliava a un minuscolo gamberetto. Possedeva antenne interne corte e doppie, mentre quelle esterne erano lunghe e dotate alla base di grandi scaglie. La caratteristica saliente di Elder era data dai pereiopodi che spuntavano dal torace, rivolti in avanti e dotati di spine. Il primo paio di questi pereiopodi era piuttosto corto, mentre i successivi erano molto allungati. L'addome era invece dotato di zampe corte e allargate.

## Classificazione
Descritto per la prima volta da Munster nel 1839, il genere Elder è noto per fossili ritrovati nel famoso giacimento di Solnhofen in Baviera; non è chiara la posizione sistematica del genere e una ridescrizione non è mai stata fatta, ma sembra chiaro che Elder fosse vicino all'ordine dei Mysida, all'interno del superordine Peracarida. Munster descrisse due specie, Elder ungulatus ed E. unguiculatus, distinte sulla base delle dimensioni dei pereiopodi.